# Trou noir stellaire
Pour les articles homonymes, voir Trou noir (homonymie).
Pour un article plus général, voir Trou noir.

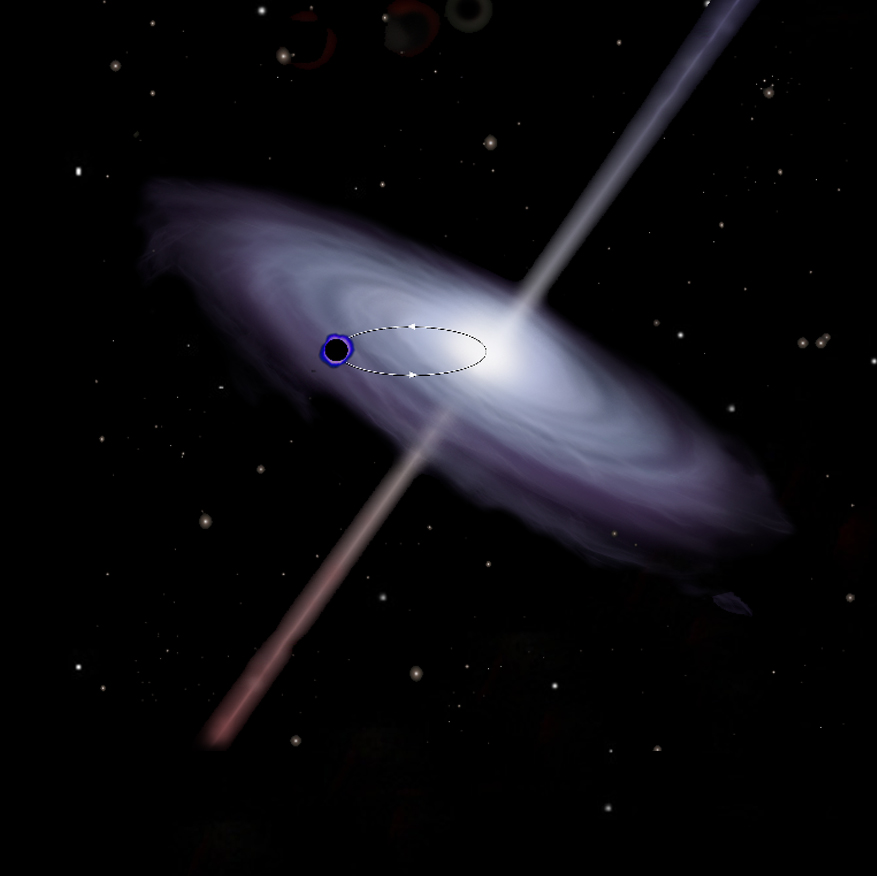
Vue d'artiste d'un trou noir stellaire.

Un trou noir stellaire est l'un des quatre types de trous noirs, avec les trous noirs primordiaux, les trous noirs intermédiaires et les trous noirs supermassifs. Créé par l'effondrement d'une étoile massive sur elle-même, un tel trou noir devrait avoir une masse comprise entre 3 à 5 M☉ et 14 M☉.

## Formation
On peut envisager un trou noir d'une masse quelconque, en se basant uniquement sur la loi de l'attraction universelle telle qu'énoncée par Newton. Toutefois, plus la masse est faible, plus la matière doit être confinée pour former un trou noir, qui est en théorie infiniment dense. On ne connaît en fait aucun processus naturel à même d'engendrer un trou noir inférieur à environ 1,5 fois la masse du Soleil, ce qui est dû à la nature des différentes forces intervenant dans l'effondrement gravitationnel.
L'effondrement d'une étoile massive sur elle-même est un processus quasi-inévitable. Il pourrait être théoriquement évité dans le cas d'étoiles très massives (120 masses solaires initialement) qui ont une grande métallicité, impliquant un fort vent stellaire qui fait perdre à l'étoile trop de masse pour qu'elle puisse s'effondrer par la suite. À la fin de sa vie nucléaire, l'étoile se contracte sous l'effet de la gravité de sa propre matière.
Si la masse de l'étoile est inférieure à la limite de Chandrasekhar (1,44 M☉), l'étoile mourante deviendra une naine blanche. Tandis que pour une étoile de masse supérieure, mais néanmoins plus petite que la limite d'Oppenheimer-Volkoff (3,2 M☉), c'est une étoile à neutrons qui sera le produit final. Au-delà de cette limite, la gravité n'est plus contrebalancée par la pression de dégénérescence des électrons (comme pour la naine blanche), ni par celle des protons (pour l'étoile à neutrons). Dans ce cas, l'effondrement est inéluctable, et l'objet se transforme en singularité.
Un trou noir stellaire en rotation est appelé trou noir de Kerr, se définit par trois propriétés : sa masse, sa charge électrique et son moment angulaire (le spin).

### Systèmes binaires à rayons X
Les trous noirs dans des systèmes binaires serrés sont observables indirectement par le transfert de matière qui s'effectue depuis leurs compagnons stellaires. Un disque d'accrétion se forme autour du trou noir. Ce disque peut provoquer l'apparition de jets relativistes qui semblent parfois avoir une vitesse supraluminique (c'est en fait un effet de projection). L'énergie dégagée par l'échauffement de la matière sur le disque d'accrétion (qui atteint des températures de plusieurs milliards de degrés) provoque un fort rayonnement X. On parle alors de binaires à rayons X. L'étude du mouvement orbital du système, ainsi que la détermination de son angle d'inclinaison, permettent de calculer les masses des deux composantes et ainsi celle du trou noir.
Les systèmes binaires à rayons X sont aussi appelés microquasars, en allusion aux quasars qui sont eux des galaxies avec un trou noir supermassif au centre. Pourtant, même si les échelles de temps et de températures sont différentes, il semblerait que la physique des microquasars et des quasars soit la même. D'où l'intérêt de bien comprendre les microquasars, bien plus accessibles aux échelles humaines de temps d'investigation que leurs parents galactiques. Parmi les exemples les plus fameux de microquasars, on trouve GRS 1915+105 et GRO J1655-40.

## Observations
En 2019 un trou noir stellaire de 68 ± 12 M☉ aurait été identifié dans la Voie lactée mais son existence a été remise en cause l'année suivante.
En 2021, la masse du trou noir du système Cygnus X-1 est recalculée, faisant passer l'estimation initiale de 14,8 à 21,2 masses solaires.
En 2024, la découverte d'un système binaire contenant un trou noir stellaire de 32,70 M☉, Gaia BH3, est annoncée, ce qui en fait le plus massif connu à cette date et remet en cause les modèles théoriques (le maximum attendu étant de 14 M☉),.

### Liste de trous noirs stellaires
- Cygnus X-1
- LB-1
- LMC X-1
- LMC X-3
- 1A 0620-00 (Nova Monocerotis 1917, V616 Monocerotis)
- V404 Cygni
- Granat 1124-68 (Nova Muscae 1991, GU Muscae)
- GRO J1655-40 (Nova Scorpii 1994)
- H 1705-250 (V2107 Ophiuchi)
- Ginga 2000+251 (QZ Vulpeculae)
- GRS 1915+105 (V1487 Aquilae, Nova Aquilae 1992)
- XTE J1118+480 (en) (KV Ursae Majoris)
- GRO J0422+32 (en) (V518 Persei)
- GRS 1009-45 (MM Velorum)
- 4U 1543-475 (en) (IL Lupi)
- XTE J1550-564 (en) (V381 Normae)
- GX 339-4 (V821 Arae)
- XTE J1819-254 (V4641 Sagittarii)
- XTE J1859+226 (V406 Vulpeculae)
- XTE J1650-500